# محمد نصر الله
محمد نصر الله (1963-) هو فنان تشكيلي فلسطيني ولد في مخيم الوحدات في الأردن، ظهرت موهبته في المرحلة الثانوية عام 1979. درس الفن في معهد الفنون الجميلة في عمّان، وحاز على دبلوم فنون من المركز الثقافي الإسباني في العاصمة الأردنية، وهو عضو رابطة الفنانين التشكيليين الأردنيين. نال جائزة الدولة التقديرية في الفنون من وزارة الثقافة الفلسطينية عام 2020. ويشار إلى أنه أخ الكاتب والروائي إبراهيم نصر الله.

## أسلوبه الفني
ابتكر الفنان محمد نصرالله عوالم فنية تمرّدت على الأساليب التقليدية التي درسها، حيث قام بتحرير لوحاته من أي قانون أو دستور متعارف عليه بارتكازه في تعبيراته الفنية على مشاعره تجاه الأشياء، وما يهزه من الداخل من منظور إنسانيّ، كما يُعدّ من أوائل الفنانين الأردنيين الذين انتهجوا أسلوباً انطباعياً، وفي بعض الأحيان، تجريدياً. يؤكد نصرالله على قوة اللون الذي يعمل به وصفائه وهو من القلائل الذين عملوا على تقنية الكشط على السطح التصويري باستخدام أدوات مختلفة وهو ما اشتهر به منذ انطلاق تجربته التشكيلية، ومما يميزه عن باقي الفنانين هي ألوانه البسيطة المدروسة بدقة على سطح اللوحة والمساحات اللونية المختلفة التي تختزل تفاصيل مجردة وتلتقي معا بدون عناء.
عمل محمد نصر الله على البحث والتجريب، مما ساعده في التنقل بين الأساليب الفنية من المدرسة الرمزية إلى التعبيرية، فوظف الخامات المختلفة في لوحاته مثل القماش ونشارة الخشب التي استلهمها من بيئته، فشكلت علاقة تجمع بين المكان كذاكرة والمواد اليومية كمؤشر على الزمن، لينعكس أسلوبه بحس من الوحدة والعزلة. وتمثلت مواضيعه بالإنسان والمكان الدائم لديه وهي القدس التي برزت غالباً متفردة عن عناصر أخرى، لتبدو معزولة وصامتة يغلفها الحزن والأسى، كما تميز حضور المرأة التي تعكس دوراً ضرورياً في لوحاته بين الانتظار والصمود والكفاح ، كذلك كان للحصان حضور واسع في أعماله منذ ثمانينات القرن العشرين وهي إحالة لحالة الثورة الشعبية التي انطلقت منذ العام 1987.
يعتمد نصرالله في رسوماته على تقنيات تعبيريّة غير تقليدية، منها استخدام ضربات السكين في تطبيق الألوان على سطح اللوحة، مما يكسب أعماله ملمسًا حيويًا وتفاصيل دقيقة تعبّر عن عالمه الداخلي.

#### رمزية الطيور
تُظهر لوحات الفنان تشكّل الطيور رمزًا متعدد الأبعاد؛ إذ تُعبّر عن الحرية والرغبة في الانطلاق وتحرير الروح من قيود الزمن والواقع، كما ترتبط بمفهوم الحنين والذكريات المندابة للوطن.
رمزية النساء
تُصوّر المرأة في أعماله كرمز للأرض والحنين والخصوبة، حيث تجمع رسوماتها بين الصمت والبوح، وتعكس مواقف من الحزن والصبر والكرامة.
رمزية الخيل
تعتبر صور الخيل تجسيدًا للحرية والقوة والانتماء، حيث تتداخل مع عناصر أخرى في اللوحة لتعكس صراع الإنسان مع واقع الحياة وتطلعاته نحو الانطلاق.
كما وصف الكاتب والمفكر الراحل جبرا إبراهيم جبرا محمد نصرالله قائلاً:
"الفنان محمد نصرالله هذا الفنان يحوك كل سنتمتر من لوحته حياكة عاشق لما تصنعه يده، وتراه عينه الداخلية، والدقة في تفاصيله عارمة بما تطلقه من إيحاءات، فهو واضح وغامض معاً، محب وغاضب معاً، هامس وصارخ في وقت واحد، ... أعماله تذكرنا برعب الإنسان... وفي الوقت نفسه بقدرته على اختراق الرعب."

## المعارض الفردية والجماعية المختارة
أقام نصر الله منذ عام ١٩٨٩ العديد من المعارض وشارك في عدد كبير من المعارض العربية والدولية سواء في صالات العرض أو في البناليات الدولية، ولعل أهم ما يعبر عن تجربته هو ذلك التنوع الموضوعي والبصري الفريدان اللذان يظهران في كل معرض جديد له

### المعارض الشخصية
- لي في ضفتيها بحر – غاليري دار المشرق، عمّان، 2024[8]
- نايات الروح: أمل – غاليري دار المشرق، عمّان، 2021
- نايات الروح: حنين – غاليري دار المشرق، عمّان، 2019[9]
- نايات الروح – غاليري دار المشرق، عمّان، 2017[10]
- القدس: حكاية حب – غاليري اللويبدة، عمّان، 2014[11]
- حارس الضوء – غاليري دار المشرق، عمّان، 2013[12]
- أرض أخرى 2 – دار الأندى، عمّان، 2010[13]
- أرض أخرى 2 – متحف الفن الحديث، الكويت، 2010[14]
- مرايا ترابية – غاليري دار المشرق، عمّان، 2009[15]
- آفاق زرقاء – غاليري دار المشرق، عمّان، 2007[16]
- أجنحة ومدارات – دارة الفنون، عمّان، 2006[17]
- رؤى جديدة – غاليري ٤ جدران، عمّان، 2005[18]
- عودة التراب – غاليري ٤ جدران، عمّان، 2001
- نوافذ – رواق الحصن، إربد، 1997
- أرض أخرى – دارة الفنون، عمّان، 1996[19]
- فضاء آخر – العرض الثاني – المركز الثقافي الملكي، عمّان، 1993[20]
- فضاء آخر – العرض الأول – رواق البلقاء للفنون، الفحيص، 1993
- طيور وفزاعات – المركز الثقافي الملكي، عمّان، 1992[21]
- أناشيد التراب – 2 – المركز الثقافي الملكي، عمّان، 1990
- أناشيد التراب – 1 – المركز الثقافي الفرنسي، عمّان، 1989[22]

شارك نصرالله في أكثر من 100 معرض جماعي داخل وخارج الأردن، بما في ذلك معارض في باريس، عمان، العراق، الكويت، تونس، النمسا، اليابان، بنجلاديش، المملكة المتحدة، أبو ظبي، مصر، سوريا، فلسطين، الشارقة، إيران، ألمانيا، المغرب، السودان، السعودية، والبحرين. تتضمن بعض المعارض الملحوظة:
- "معرض العالم الثالث ونحن" في متحف الفن الحديث الياباني، 1994.
- البينالي الشارقة، 1995.
- البينالي بنجلاديش، 1997.
- معرض "الاجتماع الرابع للمبدعين العرب والأوروبيين"، 1993.
- معرض "الإبداع والحرية" - الفنون البصرية العربية في النمسا، 1993.
- معرض القاهرة، 1998.
- معرض "رحلات مع الفنون المعاصرة في بلاد الشام/الأردن" في دارة الفنون، 2000.
- معرض الفن الأردني المعاصر - "تألق الأجيال" في متحف الفنون الوطني الأردني، 2000.
- البينالي الشارقة، 2001.
- معرض "من المحيط إلى الخليج: ما وراء الأفق - الفن العربي الحديث" في متحف الفنون الوطني الأردني، 2002.
- معرض فرانكفورت الدولي في ألمانيا، 2004.

## المقتنيات
تقتني العديد من المؤسسات أعماله مثل وزارة الثقافة الفلسطينية، مؤسسة دار النمر. متحف الحضارة في موسكو. وزارة الثقافة المصرية، وزارة الثقافة الأردنية، المتحف الوطني الأردني. دارة الفنون في عمّان.